# Majestic (bateau fluvial)
Pour les articles homonymes, voir Majestic.
Le Majestic est un bateau-mouche historique amarré sur la rivière Ohio à New Richmond, dans le Comté de Clermont dans l'Ohio. Construit en 1923, il fut le dernier théâtre flottant à être construit aux États-Unis, et l'un de ses plus anciens. 

## Descriptif et historique
Majestic est un bateau fluvial dont la coque en bois a été gainée à l'intérieur d'une coque en acier et celle-ci est toujours visible de l'intérieur du bateau. Sa superstructure abritant le théâtre a été peu modifiée depuis 1969. Le dernier des showboats itinérants originaux, Majestic a été construit en 1923 à Pittsburgh en Pennsylvanie et a sillonné la rivière Ohio et d'autres parties de son bassin versant pendant de nombreuses années, offrant des spectacles dans les villes le long du chemin. Le showboat n'a ni moteur ni moyen de mouvement. Par conséquent, il était couplé à un remorqueur l' Attaboy qui le transportait d'un lieu à l'autre. Son constructeur Tom Reynolds et sa famille l'ont possédé et dirigé jusqu'en 1959. Reynolds lui-même est né dans une ancienne famille de showboat. Le premier bateau de Tom Reynolds était l' Illinois, détruit par un incendie en 1916, qu'il a remplacé par la construction de l' America.

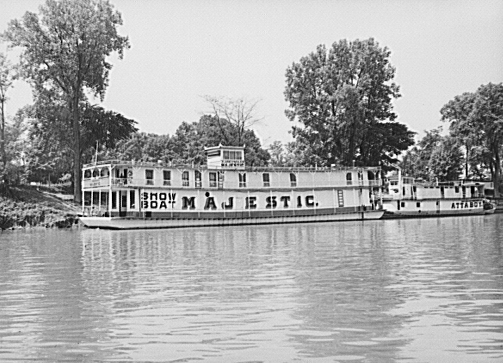
Majestic en 1943

De 1945 à 1959, il y avait une alliance académique entre la famille Reynolds et le Hiram College (en), l'Université d'État de Kent et l'Université de l'Indiana qui a permis aux écoles de présenter des expériences théâtrales d'été aux étudiants sur le Majestic. En décembre 2014, le professeur d'art dramatique de longue date, Tom Weatherston, a produit un documentaire sur l'alliance et la vie sur le showboat.
Le capitaine Tom Reynolds a vendu le Majestic en août 1959 pour 30.000 $ à l'Université de l'Indiana. Il avait piloté le Majestic sur les rivières Ohio, Kansas, Mississippi et Kanawha pendant 36 ans. En décembre, il travaillait sur le remorqueur Attaboy, amarré le long du Majestic, quand on pense que le moteur du remorqueur a reculé, et Reynolds a perdu pied et est tombé dans la rivière Kanawha et s'est noyé. Il avait 71 ans et avait vécu sur ou à côté de la rivière toute sa vie.

## Cale sèche à Cincinnati
Il a été mis en cale sèche en 1965 par la loi sur la sécurité en mer pour le rendre apte à la sécurité du transport des passagers. A ce moment-là, l'état de sa coque se détériorait et une coque extérieure en acier a été ajoutée, tout comme d'autres commodités de modernisation, y compris la climatisation. Alors qu'il était en cale sèche, la ville de Cincinnati a acheté Majestic pour 13.500 $ dans le cadre du Cincinnati Central Riverfront et il a été amarré au débarcadère public de la ville. L'Université de Cincinnati a loué le showboat comme théâtre d'été pour ses étudiants jusqu'en 1988. Le showboat a été pris en charge par les acteurs et l'équipe de Cincinnati Landmark Productions, dirigé par Tim Perrino pendant 23 ans, jusqu'en mars 2019.

## Maintenant
Majestic a été acheté lors d'une vente aux enchères publique pour plus de 100.000 $ par Joe et Cortnee Brumley. En décembre 2021, il sera à nouveau ouvert au public pour des événements publics d'art de la scène avec la production de « The Majestic Christmas », son premier événement public depuis son acquisition par la ville de Cincinnati et son déménagement à New Richmond, Ohio.

## Galerie

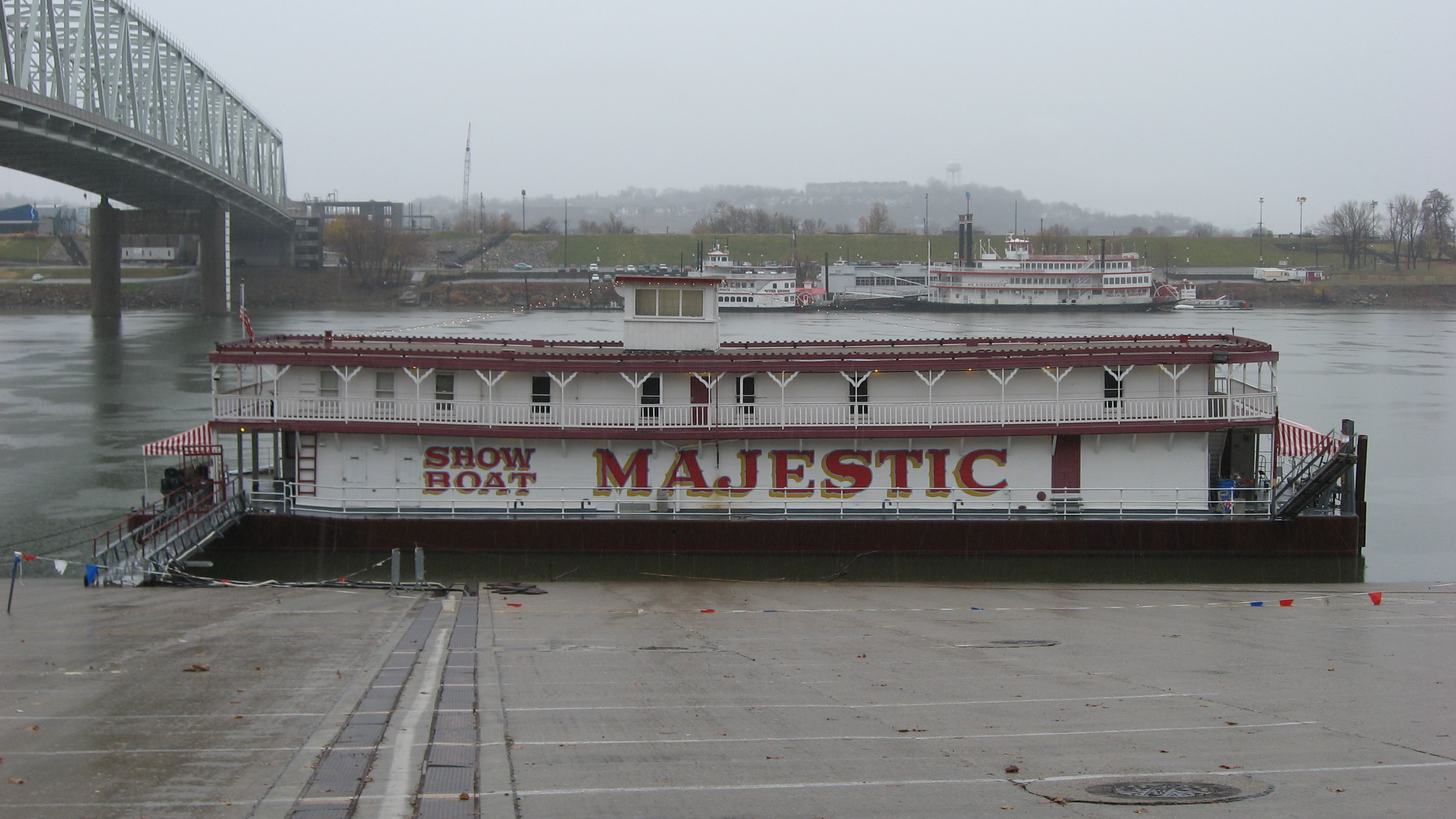
Majestic en 2010
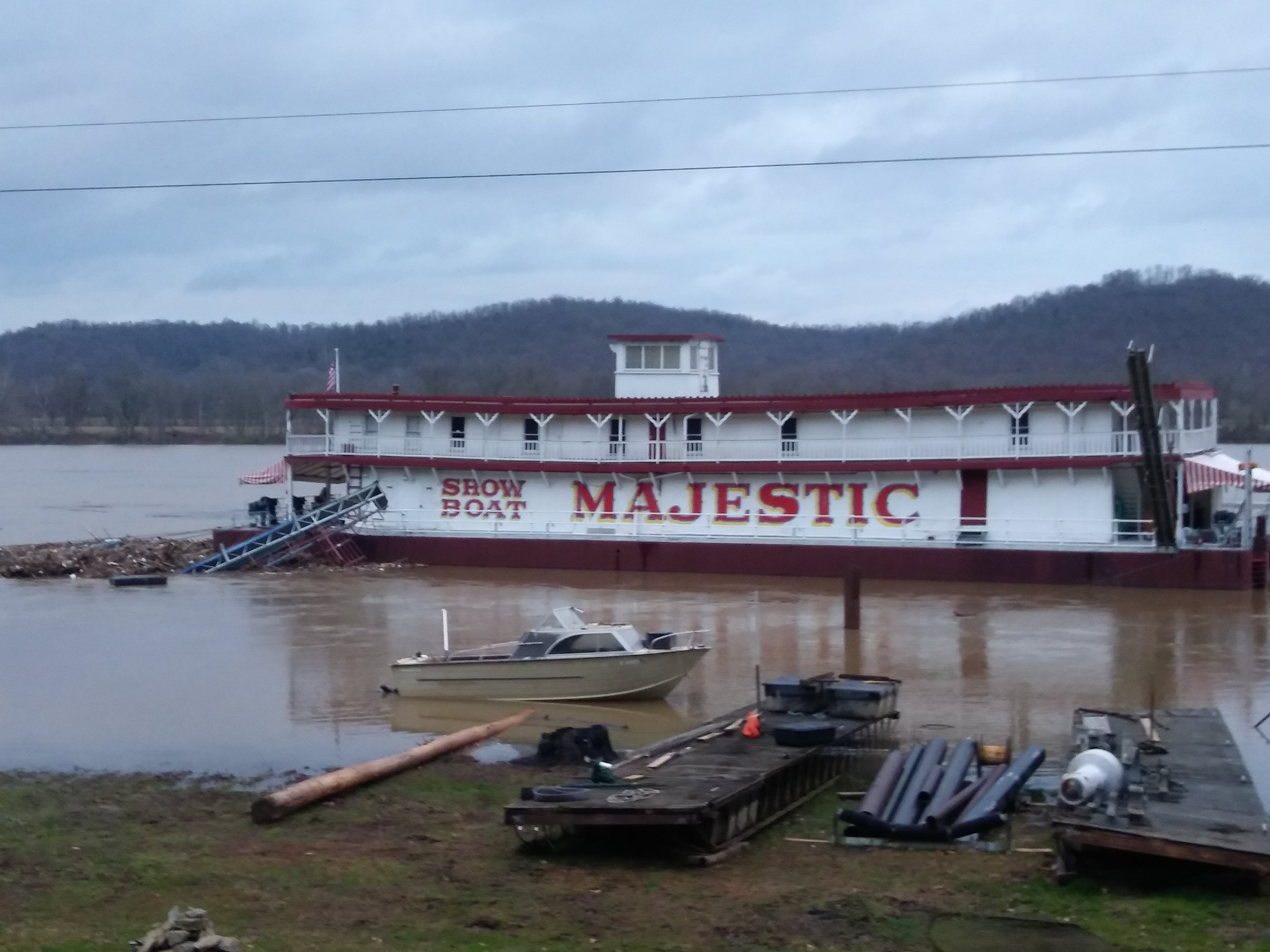
Majestic en 2020
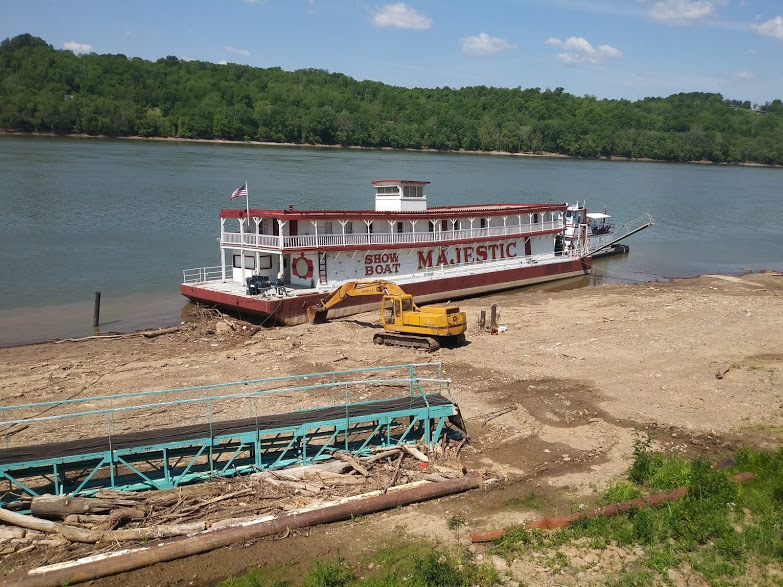
Majestic en 2021